# Папский Салезианский университет
Папский Салезианский университет (лат. Pontificia Università Salesiana) — папский университет в Риме, принадлежащий ордену салезианцев (SDB). Главное здание Университета расположено в северных предместьях Рима, адрес — Пьяцца делл’Атенео Салезиано, 1. Богословский факультет, присваивающий учёные степени по пастырскому богословию расположен в Турине.

## История
Первые проекты по созданию учебного центра ордена салезианцев появились в начале XX века. Блаженный Микеле Руа, первый преемник основателя конгрегации Иоанна Боско, открыл орденские богословские курсы в городе Фольиццо.
После окончания первой мировой войны тогдашний глава ордена Филиппо Ринальди перевёл курсы в Турин, однако высшее богословское образование члены ордена продолжали получать в Папских университетах Рима. В 1940 году генеральный настоятель Пьетро Рикальдоне преобразовал курсы в независимый университет, состоявший из трёх факультетов — теологии, канонического права и философии. В 1940—1965 году университет располагался в Турине, а в 1965 году был переведён в Рим. К первоначальным трём факультетам позднее добавились ещё два института — Высший институт педагогики (1956 год) и Высший институт латинского языка (1964). В 1971 году оба института получили статус факультетов, при этом институт латинского языка был преобразован в факультет христианской и классической литературы.
24 мая 1973 года в motu proprio Magisterium vitae папы Павла VI салезианский университет получил статус Папского университета. В 1998 учреждён факультет изучения массовой коммуникации.

## Деятельность
Студенты обучаются на шести факультетах: богословия, канонического права, философии, педагогики, христианской и классической литературы и изучения массовой коммуникации. Существуют четыре аффилированных с Салезианским университетом институтов: Институт Фомы Аквинского в Мессине (Италия), Колледж Святейшего Сердца Иисуса в Шиллонге (Индия), Богословский колледж в Бангалоре (Индия) и Богословский колледж в Каракасе (Венесуэла). Филиалы богословского факультета Салезианского университета есть во многих странах мира.